# گونه‌زایی همگام

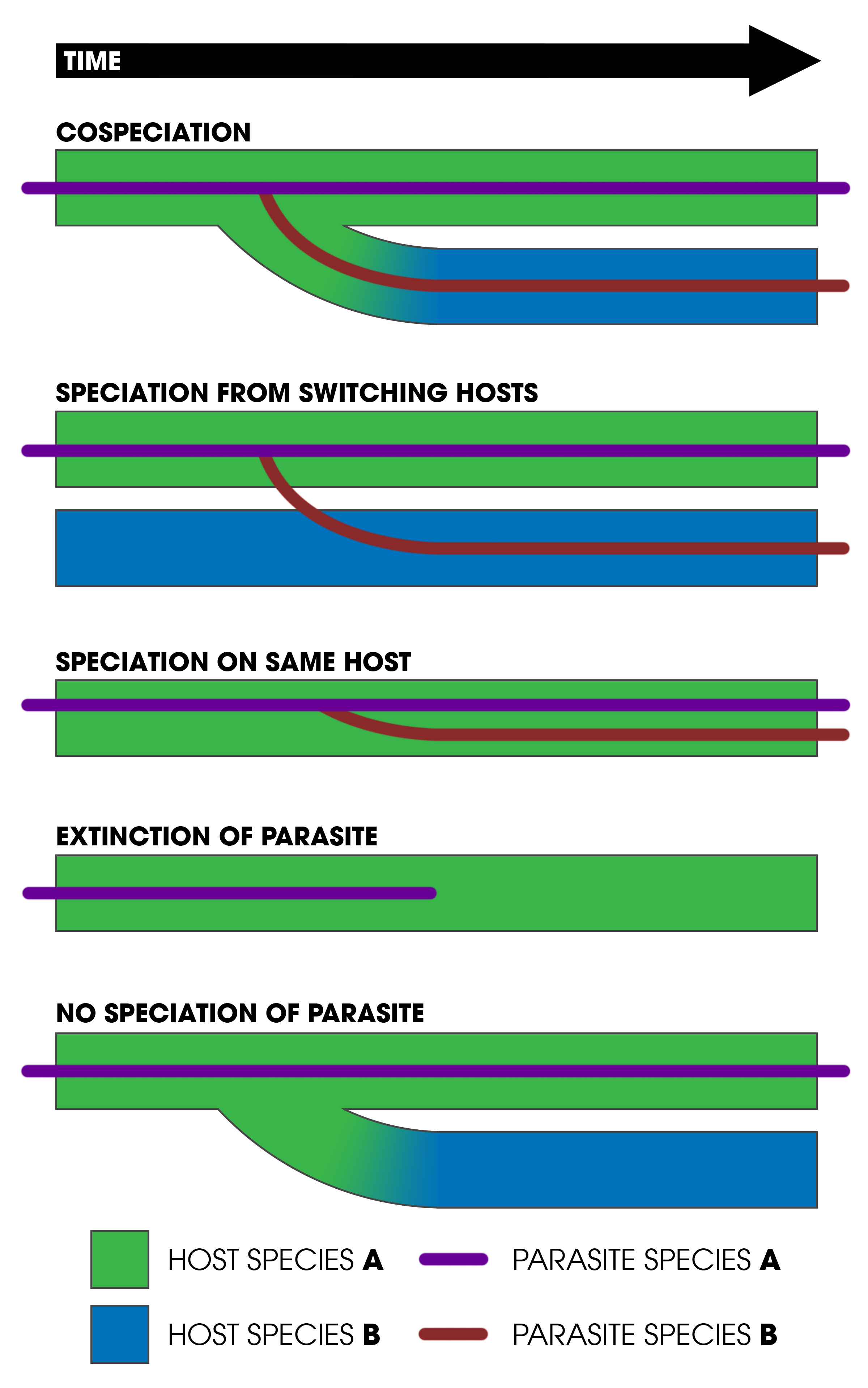
گونه‌زایی همگام و همباشی‌های میزبان-انگل. از بالا تا پایین: گونه‌زایی همگام: میزبان و انگل به‌طور همزمان تبدیل به گونه می‌شوند جابجایی میزبان: گونه‌زایی به عنوان انگل میزبان‌ها را تغییر می‌دهد و در جدایی تولید‌مثلی تکامل می‌یابد گونه‌زایی مستقل: انگل در همان میزبان گونه‌زایی می‌کند، دلایلی که با میزبان ارتباطی ندارد انقراض: انگل روی میزبان منقرض می‌شود گم شدن قایق: میزبان گونه‌زایی می‌کند اما انگل در نهایت از نظر تولیدمثلی جدا نمی‌شود

گونه‌زایی همگام (به انگلیسی: Cospeciation) شکلی از فرگشت همزمان است که در آن گونه‌زایی یک گونه، گونه‌زایی گونه دیگری را دیکته می‌کند و معمولاً در روابط میزبان و انگل مورد مطالعه قرار می‌گیرد. دربارهٔ رابطه میزبان-انگل، اگر دو میزبان از یک گونه در کنار یکدیگر قرار گیرند، انگل‌های همان گونه از هر میزبان می‌توانند بین افراد حرکت کنند و با انگل‌های میزبان دیگر جفت شوند. با این حال، اگر یک رویداد گونه‌زایی در گونه میزبان رخ دهد، انگل‌ها دیگر نمی‌توانند «از روی هم عبور کنند» زیرا دو گونه میزبان جدید دیگر جفت نمی‌گیرند و اگر رویداد گونه‌زایی به دلیل جدایی جغرافیایی باشد، بسیار بعید است. دو میزبان به هیچ‌وجه با یکدیگر تعامل نخواهند داشت. عدم مجاورت بین میزبان‌ها در نهایت از تعامل و جفت‌گیری جمعیت انگل‌ها جلوگیری می‌کند. این موضوع می‌تواند در نهایت سبب گونه‌زایی در انگل شود.
طبق قاعده فارنهولز، که برای نخستین بار توسط هاینریش فارنهولز در سال ۱۹۱۳ پیشنهاد شد، زمانی که گونه‌زایی همزمان انگل میزبان و انگل اتفاق افتاد، تبارزایی میزبان و انگل همدیگر را منعکس می‌کنند. در تبارزایی‌های میزبان-انگل، و همه گونه‌های تبارزایی برای آن ماده، آینه‌سازی کامل نادر است. تبارزایی انگل میزبان را می‌توان با تغییر میزبان، انقراض، گونه‌زایی مستقل و دیگر رویدادهای بوم‌شناختی تغییر داد، که تشخیص هم گونه‌زایی همزمان را دشوارتر می‌کند. با این حال، گونه‌زایی همزمان به انگلی محدود نمی‌شود، بلکه در روابط همزیستی مانند روابط میکروب‌های روده در پستانداران ثبت شده‌است.
به نظر می‌رسد که قانون فارنهولز در گونه‌زایی همگام انگلی درموش‌های دالان‌ساز و شپش‌های جونده دیده می‌شود.
در میان جانوران، گونه‌زایی بین Uroleucon (شته‌ها) و Buchnera (گیاهان در Orobanchaceae), بین صدف‌های اعماق دریا و باکتری‌های شیمیایی اتوتروف، و بین سوسک‌های پوست Dendroctonus و قارچ‌های خاص دیده می‌شود.
گونه‌زایی همزیستی بین مورچه‌های Crematogaster و گیاهان Macaranga , بین درختان انجیر Ficus و زنبورهای انجیر، و بین علف‌های Poaceae و قارچ Epichloe یافت می‌شود.